# Utbildningsförvaltningen i Stockholm
Utbildningsförvaltningen i Stockholm är en fackförvaltning, som har sina lokaler på Hantverkargatan 2F på Kungsholmen i Stockholm. Varje fackförvaltning har en nämnd som består av politiker vilka har det yttersta ansvaret för verksamheten. Nämnden har en förvaltning med tjänstemän som sköter den dagliga verksamheten. Fackförvaltningarna sköter verksamheter som gäller i hela staden, till exempel skola, idrott, miljö, bibliotek, gatuskötsel, fastighetsförvaltning och stadsplanering.

## Historik
Stockholms grundskolestyrelse ansvarade tidigare för frågor rörande det obligatoriska skolväsendet, grundskolan. Arbetsmarknads- och utbildningsnämnden svarade för frågor rörande gymnasieskolan och den kommunala vuxenutbildningen. Skolförvaltningen verkade som de båda myndigheternas förvaltning. När stadsdelsnämnder infördes i Stockholm den 1 januari 1997 upphörde Stockholms grundskolestyrelse och Skolförvaltningen. Arbetsmarknads- och utbildningsnämnden fick en egen förvaltning, Arbetsmarknads- och utbildningsförvaltningen, som i januari 1999 omorganiserades till Utbildningsförvaltningen.